# Alberto Verso
Alberto Verso (Messina, 31 agosto 1941 – Isernia, 16 maggio 2007) è stato un costumista italiano.

## Biografia
Studia al liceo artistico per poi trasferirsi a Roma, dove si iscrive alla facoltà di architettura. Nel 1965 intraprende l'attività di costumista collaborando con la compagnia di Peppino De Filippo nella messa in scena de La mandragola di Machiavelli. Nei primi anni settanta nasce una forte intesa professionale con Piero Tosi, col quale lavorerà al cinema e a teatro.
Muore all'ospedale di Isernia a seguito di un intervento chirurgico, che porta a un successivo processo a carico dei medici responsabili, alcuni condannati in primo grado e altri prosciolti. Nel successivo processo d'appello del 2016 viene richiesta una nuova perizia.

## Filmografia
- Morbosità, regia di Luigi Russo (1974)
- L'inquilina del piano di sopra, regia di Ferdinando Baldi (1977)
- Messalina, Messalina!, regia di Bruno Corbucci (1977)
- Il malato immaginario. regia di Tonino Cervi (1979)
- La ragazza del vagone letto, regia di Ferdinando Baldi (1979)
- Interno berlinese, regia di Liliana Cavani (1985)
- Rebus, regia di Massimo Guglielmi (1989)
- Mio caro dottor Gräsler, regia di Roberto Faenza (1990)
- L'avaro, regia di Tonino Cervi (1990)
- Ostinato destino, regia di Gianfranco Albano (1992)
- Dove siete? Io sono qui, regia di Liliana Cavani (1993)
- Venerdì nero, regia di Aldo Lado (1993)
- La tregua, regia di Francesco Rosi (1997)
- Vipera, regia di Sergio Citti (2001)
- Il gioco di Ripley (Ripley's Game), regia di Liliana Cavani (2002)
- Raul - Diritto di uccidere, regia di Andrea Bolognini (2005)
- E lucean le stelle (The Moon and the Stars), regia di John Irvin (2007)

## Premi e riconoscimenti

### David di Donatello
- 1990: - Nominato a miglior costumista per Mio caro dottor Gräsler

### Nastro d'argento
- 1991: - Nominato a miglior costumista per Mio caro dottor Gräsler

### Ciak d'oro
- 1990: - Nominato a migliori costumi per Mio caro dottor Gräsler